# Système d'information environnemental
Pour les articles homonymes, voir SIE.
Le système d'information environnemental (SIE) est l’ensemble des outils informatiques qui supporte le système de management environnemental (SME) en mettant en œuvre les éco-données et les éco-fonctions afin de pérenniser et partager vos éco-données(par exemple les règlements, les aspects, les impacts environnementaux et les rejets, les émissions, les indicateurs,...) qui sont agrégés et maintenus dans un référentiel intégré, assurant une disponibilité optimale de l’information.
Avec les éco-fonctions, les utilisateurs peuvent suivant leur profil, conduire, partager leur stratégie, leur politique, leur analyse environnementale. Suivre la performance et les actions associées. Maîtriser leur communication.